# 레플리카 (영화)
《레플리카》(영어: Replicas)는 2018년 공개된 미국의 SF 스릴러 영화이다. 키아누 리브스, 앨리스 이브, 토머스 미들디치, 존 오티즈 등이 출연했고, 제프리 나크마노프 감독이 연출했다. 인간 복제의 금기를 통해 죽은 가족들을 되살려낸 생명 공학자와 그를 뒤쫓는 거대 조직의 이야기를 다룬다.
2017년 제42회 토론토 국제 영화제에서 비공개 시사회를 가졌다. 2018년 11월 24일 핀란드 헬싱키의 나이트 비전스 영화제에서 상영되었으며, 2019년 1월 11일 미국 극장에서 개봉했다. 대한민국에서는 2019년 9월 25일 개봉했다.

## 줄거리
합성생물학이 전공 분야인 윌리엄 포스터와 인간 복제가 전문인 동료 에드는 죽은 군인의 의식을 안드로이드에 이식하는 과제를 진행 중인 의학 연구자들이다. 윌리엄은 불의의 교통 사고로 아내와 세 자녀를 잃자 가족을 되살릴 생각에서 회사의 장비를 훔치고, 가족의 뇌 신경 지도를 추출하고 에드의 도움을 받아 신체를 복제하기로 한다. 하지만 복제 포드가 하나 부족하자 막내딸 조이를 희생하기로 결정하고, 조이에 관한 기억을 나머지 가족의 신경 지도에서 지운다.
복제 신체의 생성 주기는 17일이며, 복제 신체는 생성 후에 신경 지도가 바로 안착되지 않으면 급속도로 노화하게 된다. 따라서 윌리엄은 1단계 연구인 안드로이드 이식조차 성공하지 못한 상황에서 신경 지도를 복제된 몸에 통합시키는 2단계 연구를 17일 안에 해결해야만 하는 난제에 봉착한다.
그러나 윌리엄은 1단계의 실패 원인은 의식을 심장 박동과 호흡이 동반된 생체 대신 인공 신체에 연결했기 때문이며, 이에 따라 생체를 쓰는 2단계에서는 이 점이 문제가 되지 않고, 안드로이드가 인공 몸을 생체로 느끼게 해 줄 가상 정신-신체 인터페이스를 프로그래밍하면 1단계 역시 해결 가능하다는 사실을 깨닫는다.
그렇게 윌리엄은 가족들의 정신을 복제 신체에 성공적으로 옮기지만 아내가 기억이 지워진 사실을 눈치채면서 가족들에게 진실을 고백하게 된다. 한편 윌리엄의 연구는 의학용이 아니라 정부에서 군사 목적으로 이용할 계획이었던 것으로 밝혀지고, 비밀 엄수를 위해 그의 가족은 제거 대상이 된다. 상사 존스는 윌리엄과 그의 가족을 붙잡고 윌리엄에게 1단계 연구를 완수할 것을 강요한다.
이에 윌리엄은 본인의 정신을 안드로이드에 업로드하고, 안드로이드는 존스와 부하들을 제압한다. 윌리엄은 존스에게 자신의 안드로이드와 협업하며 부유한 사람들을 대상으로 정신 이식 사업을 벌일 것을 제안한다. 윌리엄은 다시 복제된 막내딸 조이를 포함한 가족들과 평화로운 삶을 되찾는다.

## 출연진
- 키아누 리브스 - 윌리엄 포스터 역
- 앨리스 이브 - 모나 포스터 역
- 토머스 미들디치 - 에드 휘틀 역
- 존 오티즈 - 존스 역
- 엠제이 앤서니 - 맷 포스터 역
- 에밀리 앨린 린드 - 소피 포스터 역
- 아리아 레아부 - 조이 포스터 역
- 냐샤 하텐디 - 스콧 엿